# Dilpreet Singh
Dilpreet Singh (Punjab, 12 de novembro de 1999) é um jogador de hóquei sobre a grama indiano.

## Carreira
inicialmente, Dilpreet treinou na Khadur Sahib Academy, de seu pai, e mais tarde foi treinado pela Maharaja Ranjit Singh Hockey Academy, localizada em Amritsar. Ele integrou a Seleção Indiana de Hóquei sobre a grama masculino nos Jogos Olímpicos de Verão de 2020 em Tóquio, quando conquistou a medalha de bronze após derrotar a equipe alemã por 5–4.